# أنطوني ريد (مؤرخ)
أنطوني ريد (بالإنجليزية: Anthony Reid) هو مؤرخ أسترالي، ولد في 19 يونيو 1939 في نيوزيلندا.